# Ogród Rzeźb Juana Soriano w Owczarni
Ogród Rzeźb Juana Soriano w Owczarni – prywatna, otwarta galeria rzeźb Juana Soriano urządzona przez Marka Kellera w Owczarni pod Warszawą.

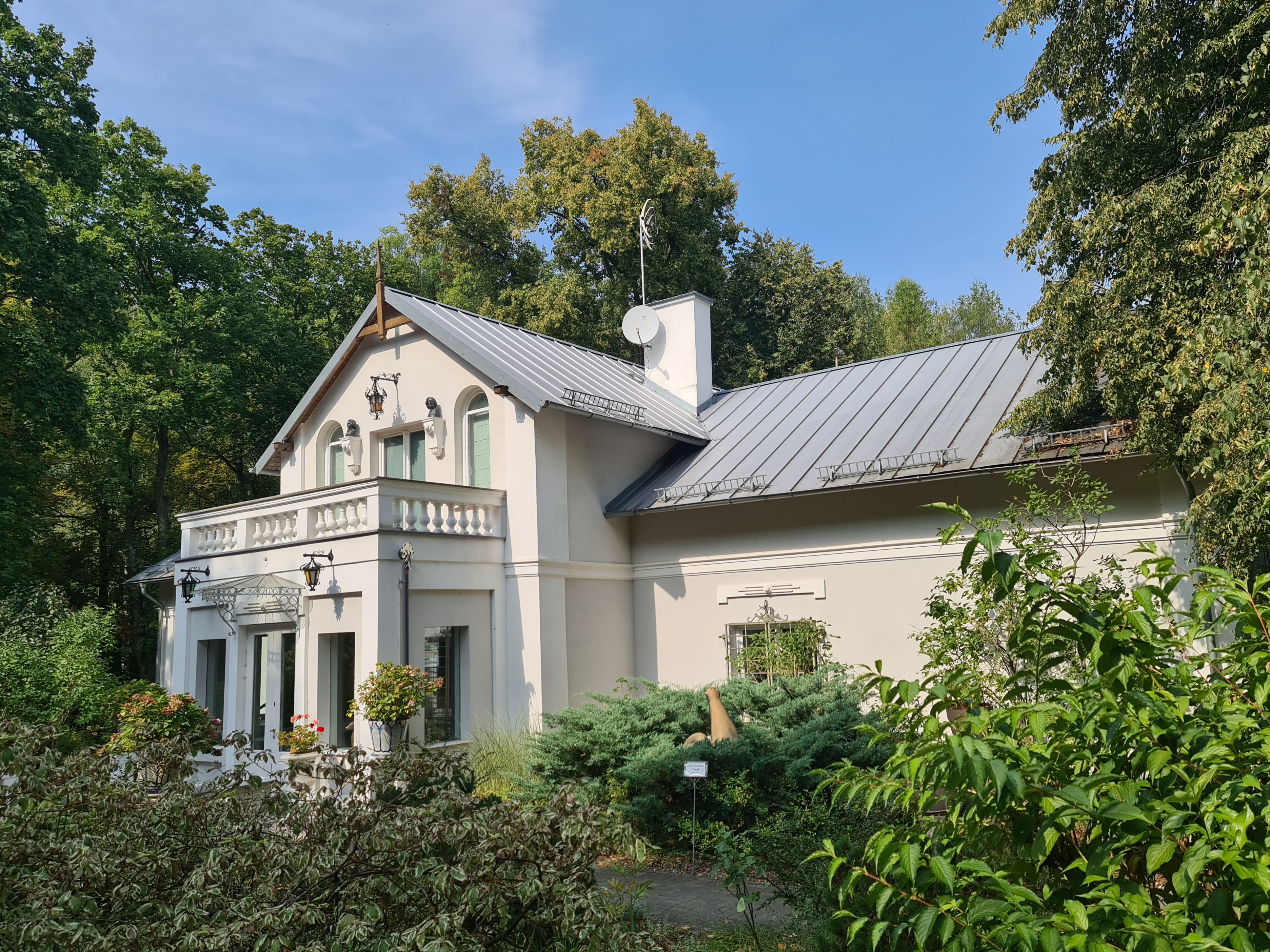
Dworek „Kazimierówka” (2024)

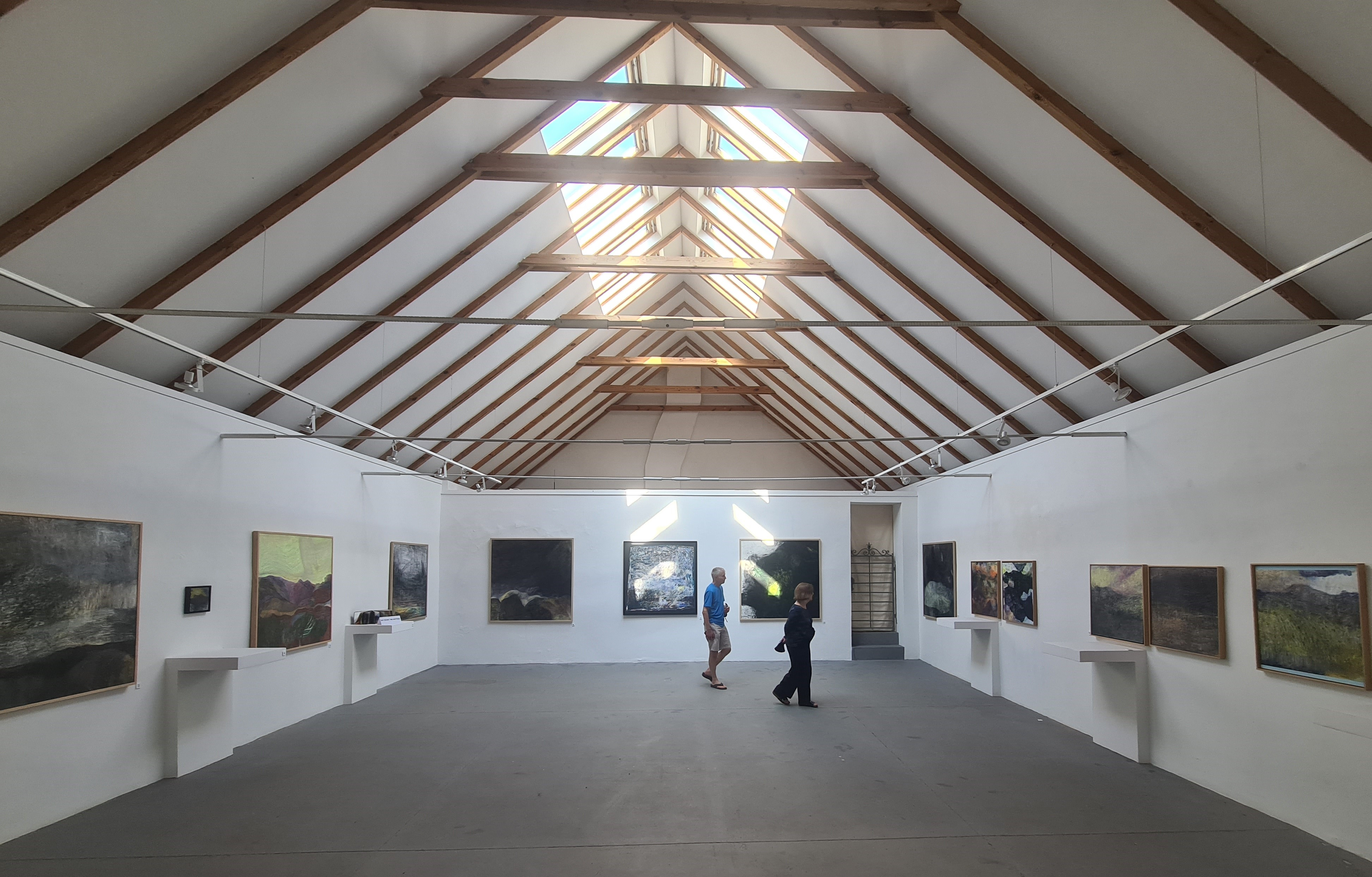
Wnętrze pawilonu wystawowego w Ogrodzie Rzeźb. Wystawa malarstwa Paisajes autorstwa meksykańskiej malarki Yanieb Fabre, lipiec-wrzesień 2024

Marek Keller w 2006 roku (roku śmierci Soriany) kupił w podwarszawskiej wsi Owczarnia podupadający majątek „Kazimierówka”, w którym zachowały się: dom zarządcy, stodoła, piwniczka z lamusem na piętrze oraz siedmiohektarowy park ze stawem i starym drzewostanem oraz bijącymi źródełkami. Pod okiem konserwatora odrestaurował budynki i park, stworzył otwartą ekspozycję rzeźb Juana Soriano oraz galerię, w której – we współpracy z ambasadą Meksyku w Polsce – wystawiani są twórcy meksykańscy i iberoamerykańscy. Pierwsza faza remontu zakończyła się w 2009 roku inauguracją galerii meksykańskiej sztuki współczesnej – udostępniono wystawę Juana Soriano. Obecny adres Ogrodu Rzeźb to: ul. Artystyczna 20, 05-807 Owczarnia. Inicjatywa ta jest zarządzana przez Fundację Marka Kellera „Ogród Rzeźb Juana Soriano” założoną w 2021 roku (KRS 0000887924).